# Молдавская икона Божией Матери
Молдавская икона Божией Матери — чудотворная икона Пресвятой Богородицы из Спасо-Николаевского Молдавского мужского монастыря в городе Николаеве Херсонской епархии. На иконе Богоматерь изображена с Младенцем Иисусом Христом, держащим руку у своей главы. Празднуется 13 (26) марта.
Икона упоминается под 13 числом марта в старинных гравюрах. Полагают, что это та же икона, которая теперь известна под именем Гербовецкой, сведения о которой помещены под 1 (14) октября. Другая икона Молдавской Богоматери, называемая ещё Молдаванской, Молдавской Афонской и Румынской, находится на Афоне, в Молдаванском скиту; сведения о ней изложены под 12 июля.